# Niefern-Öschelbronn
Niefern-Öschelbronn település Németországban, azon belül Baden-Württembergben. Lakosainak száma 12 600 fő (2023. december 31.).

## Népesség
A település népessége az elmúlt években az alábbi módon változott:
| Lakosok száma | 7627 | 8376 | 9572 | 9650 | 9589 | 10 943 | 11 983 | 12 154 | 11 838 | 12 600 |
|               | 1961 | 1967 | 1974 | 1980 | 1987 | 1993   | 2000   | 2006   | 2013   | 2023   |